# BOOK☆WALKER
BOOK☆WALKER（日語：ブック☆ウォーカー）是適用於Android、iOS和PC的電子書發行服務。

## 歷史
2005年12月1日，角川控股集團成立子公司「株式会社角川移動」。
2009年10月1日，角川移動改名為「株式会社角川內容門」，為角川控股集團之子公司。
2010年10月26日，角川集團董事长角川历彦宣布进军电子书发行行业；同年，BOOK☆WALKER在iOS平台上先行发布。
2011年4月21日BOOK☆WALKER开始在Android平台发布，同年12月14日发布PC端的销售服务。
2012年7月1日，角川內容門改名為「株式会社BOOK WALKER」，社交网络游戏事業轉讓予enterbrain。

### 台灣漫讀
2015年8月，台灣角川和BOOK WALKER共同出資成立「台灣漫讀股份有限公司」，業務以經營中文電子書事業為主。
2016年2月15日，台灣漫讀正式推出BOOK☆WALKER繁體中文電子書平台。
2016年10月，東立出版社、蓋亞文化和聯合發行共同參與投資台灣漫讀。
2017年11月24日，台灣漫讀宣布於BOOK☆WALKER繁體中文平台上架角川集團的日文電子書，為日本以外唯一販售角川集團日文書的電子書平台。
2021年7月26日，台灣漫讀隨台灣角川遷至臺北市中山區松江路223號3樓（聯邦大樓佳佳廣場）。

## 消費制度

### 點數
於BOOK☆WALKER購買電子書、儲值金或參與點數活動等消費時，都可能獲得贈與點數。
BOOK☆WALKER繁體中文平台基本點數回饋制度於2021年9月修訂上線，單次消費金額÷100後無條件捨去至小數點第1位，即為當次回饋點數。1點數等於新台幣1元，於下次結帳時可由消費者決定使用點數與否，可自行設定折抵點數多寡。點數使用期限為30天，可透過消費付款、活動序號等取得點數後自動展延30天，過期由系統收回無法使用。

### 回饋等級
官方宣布於2021年12月上線的「會員獎勵制度」。採用當月消費總和，於次月提升等級的分級制度，不同級別有不同的回饋級距。
| 等級 | 當月累計消費 | 次月獎勵回饋 | 次月基本回饋+獎勵回饋 |
| ---- | ------------ | ------------ | --------------------- |
| LV.0 | 0－299       | --           | 1%                    |
| LV.1 | 300－499     | 1%           | 2%                    |
| LV.2 | 500－999     | 2%           | 3%                    |
| LV.3 | 1000－1999   | 4%           | 5%                    |
| LV.4 | 2000－2999   | 5%           | 6%                    |
| LV.5 | 3000－4999   | 7%           | 8%                    |
| LV.6 | 5000－9999   | 9%           | 10%                   |
| LV.7 | 10000－      | 11%          | 12%                   |

## 外部連結
- BOOK☆WALKER日文版（日語）
  - BOOK☆WALKER全球版
  - BOOK☆WALKER繁体中文版（正體中文）
- 的X（前Twitter）
- BOOK☆WALKER的Facebook專頁
- BOOKWALKER台湾版的Facebook專頁